# Gusztáv Sebes

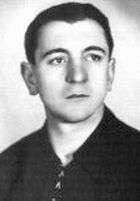
Gusztáv Sebes in 1930

Gusztáv Sebes (Boedapest, 21 juni 1906 – aldaar, 30 januari 1986) was een Hongaars voetballer en voetbaltrainer, die werd geboren als Gusztáv Scharenpeck.
Sebes won als speler met MTK Hungária FC driemaal (1929, 1936, 1937) de Hongaarse kampioenstitel.
Na 1940 was hij actief als trainer, tussen 1948-1956 als coach van Hongaarse nationale elftal. Mede door de tactische vernieuwingen die Sebes doorvoerde werd zijn Gouden Team, ook wel de Magische Magyaren, begin jaren ’50 beschouwd als het beste voetbalteam ter wereld.
Sebes vervulde ook verscheidene functies in het sportbestuur. Hij was in 1948-1960 voorzitter van het Hongaars Olympisch Comité en tussen 1954-1960 vicevoorzitter van de UEFA.